# Zapasy na Letnich Igrzyskach Olimpijskich 1948 – kategoria do 73 kg w stylu klasycznym
Zmagania mężczyzn do 73 kg to jedna z ośmiu męskich konkurencji w zapasach w stylu klasycznym rozgrywanych podczas Letnich Igrzysk Olimpijskich 1948. Pojedynki w tej kategorii wagowej odbyły się w dniach 3–6 sierpnia.
Punktacja opierała się na systemie „złych punktów karnych”. Przegrany otrzymywał 3 punkty za „łopatki” lub jednomyślną przegraną, a dwa punkty za porażkę 2-1. Zwycięzca otrzymywał jeden punkt za wygraną 2-1, a w pozostałych przypadkach zero. W każdej z rund odpadł zawodnik, który zgromadził łącznie pięć punktów lub więcej.

## Klasyfikacja[1]
| Lp. | Państwo         | Zawodnik           |
| --- | --------------- | ------------------ |
| 1   | Szwecja         | Gösta Andersson    |
| 2   | Węgry           | Miklós Szilvásy    |
| 3   | Dania           | Henrik Hansen      |
| 4   | Francja         | René Chesneau      |
| .   | Finlandia       | Veikko Männikkö    |
| .   | Austria         | Josef Schmidt      |
| 7   | Norwegia        | Bjørn Cook         |
| 8   | Włochy          | Luigi Rigamonti    |
| .   | Luksemburg      | Nic Felgen         |
| 10  | Argentyna       | Alberto Longarella |
| 11  | Belgia          | Julien Dobbelaer   |
| .   | Holandia        | Johan Schouten     |
| 13  | Szwajcaria      | Robert Diggelmann  |
| 14  | Egipt           | Kamal Munir        |
| .   | Wielka Brytania | Andy Wilson        |
| 16  | Turcja          | Ali Özdemir        |

## Wyniki
* „Łopatki” (ang. fall, touche) – pozycja w której zawodnik dotyka łopatkami maty (oznaczająca koniec walki).

### Pierwsza runda[2]
| Zwycięzca          | Punkty karne | Wynik        | Przegrany         | Punkty karne |
| ------------------ | ------------ | ------------ | ----------------- | ------------ |
| Miklós Szilvásy    | 1            | Decyzja, 3:0 | Julien Dobbelaer  | 3            |
| Josef Schmidt      | 0            | Łopatki      | Andy Wilson       | 3            |
| René Chesneau      | 0            | Łopatki      | Nic Felgen        | 3            |
| Alberto Longarella | 1            | Decyzja, 2:1 | Robert Diggelmann | 2            |
| Veikko Männikkö    | 1            | Decyzja, 3:0 | Ali Özdemir       | 3            |
| Bjørn Cook         | 1            | Decyzja, 3:0 | Luigi Rigamonti   | 3            |
| Henrik Hansen      | 0            | Łopatki      | Kamal Munir       | 3            |
| Gösta Andersson    | 0            | Łopatki      | Johan Schouten    | 3            |

- Ali Özdemir wycofał się z zawodów.

### Druga runda[3]
| Zwycięzca        | Punkty karne | Wynik        | Przegrany          | Punkty karne |
| ---------------- | ------------ | ------------ | ------------------ | ------------ |
| Julien Dobbelaer | 3            | Łopatki      | Andy Wilson        | 6            |
| Miklós Szilvásy  | 2            | Decyzja, 3:0 | Josef Schmidt      | 3            |
| Nic Felgen       | 3            | Łopatki      | Robert Diggelmann  | 5            |
| Bjørn Cook       | 2            | Decyzja, 3:0 | Veikko Männikkö    | 4            |
| René Chesneau    | 1            | Decyzja, 3:0 | Alberto Longarella | 4            |
| Luigi Rigamonti  | 3            | Łopatki      | Kamal Munir        | 6            |
| Gösta Andersson  | 1            | Decyzja, 3:0 | Henrik Hansen      | 3            |
| Johan Schouten   | 3            | Bez walki    |                    |              |

### Trzecia runda[4]
| Zwycięzca       | Punkty karne | Wynik        | Przegrany          | Punkty karne |
| --------------- | ------------ | ------------ | ------------------ | ------------ |
| Miklós Szilvásy | 2            | Łopatki      | René Chesneau      | 4            |
| Josef Schmidt   | 4            | Decyzja, 3:0 | Nic Felgen         | 6            |
| Veikko Männikkö | 4            | Łopatki      | Alberto Longarella | 7            |
| Henrik Hansen   | 4            | Decyzja, 3:0 | Bjørn Cook         | 5            |
| Gösta Andersson | 2            | Decyzja, 3:0 | Luigi Rigamonti    | 6            |

- Johan Schouten wycofał się z zawodów.

### Czwarta runda[5]
| Zwycięzca       | Punkty karne | Wynik        | Przegrany       | Punkty karne |
| --------------- | ------------ | ------------ | --------------- | ------------ |
| Miklós Szilvásy | 3            | Decyzja, 3:0 | Veikko Männikkö | 7            |
| Henrik Hansen   | 4            | Łopatki      | Josef Schmidt   | 7            |
| Gösta Andersson | 3            | Decyzja, 3:0 | René Chesneau   | 7            |

### Piąta runda[6]
| Zwycięzca       | Punkty karne | Wynik     | Przegrany     | Punkty karne |
| --------------- | ------------ | --------- | ------------- | ------------ |
| Miklós Szilvásy | 3            | Łopatki   | Henrik Hansen | 7            |
| Gösta Andersson | 3            | Bez walki |               |              |

### Szósta runda[7]
| Zwycięzca       | Punkty karne | Wynik        | Przegrany       | Punkty karne |
| --------------- | ------------ | ------------ | --------------- | ------------ |
| Gösta Andersson | 4            | Decyzja, 3:0 | Miklós Szilvásy | 6            |